# Новотихоновское сельское поселение
Новоти́хоновское се́льское поселе́ние — муниципальное образование в Старополтавском муниципальном районе Волгоградской области, административный центр — хутор Новый Тихонов.

## История
Новотихоновское сельское поселение образовано 17 января 2005 года в соответствии с Законом Волгоградской области № 991-ОД.

## Население
| 2010 | 2012 | 2013 | 2014 | 2015 | 2016 | 2017 |
| ---- | ---- | ---- | ---- | ---- | ---- | ---- |
| 633  | ↘630 | ↘605 | ↘586 | ↗600 | ↘591 | ↘585 |
| 2018 | 2019 | 2020 | 2021 |      |      |      |
| ↘554 | ↘544 | ↘538 | ↘527 |      |      |      |

## Состав сельского поселения
В состав поселения входят 5 населённых пунктов: 
| № | Населённый пункт                        | Тип населённого пункта        | Население |
| - | --------------------------------------- | ----------------------------- | --------- |
| 1 | Валуевской Опытно-Мелиоративной Станции | посёлок                       | 28        |
| 2 | Меловой                                 | хутор                         | 84        |
| 3 | Новый Тихонов                           | хутор, административный центр | 354       |
| 4 | Посевной                                | посёлок                       | 35        |
| 5 | Шпаки                                   | хутор                         | 132       |

## Местное самоуправление
Представительный орган - Новотихоновская сельская Дума, численность - 7 депутатов. Дума второго созыва избрана 11 октября 2009 года. Срок полномочий - 4 года.